# Asaphococcus montanus
Asaphococcus montanus är en insektsart som först beskrevs av Brittin 1938.  Asaphococcus montanus ingår i släktet Asaphococcus och familjen ullsköldlöss. Inga underarter finns listade i Catalogue of Life.